# Mr. Big (álbum)
Mr. Big es el álbum debut de la banda de rock estadounidense del mismo nombre, publicado en 1989 bajo el sello Atlantic Records. El álbum alcanzó la posición No. 46 en la lista de éxitos Billboard 200.

## Lista de canciones
1. "Addicted to That Rush" (Paul Gilbert/Billy Sheehan/Pat Torpey) – 4:46
2. "Wind Me Up" (Eric Martin/Gilbert/Torpey) – 4:11
3. "Merciless" (Gilbert/Martin/Torpey) – 3:57
4. "Had Enough" (Sheehan) – 4:57
5. "Blame It on My Youth" (Gilbert/Martin/Sheehan) – 4:14
6. "Take a Walk" (Gilbert/Martin/Sheehan) – 3:57
7. "Big Love" (Martin) – 4:49
8. "How Can You Do What You Do" (Jonathan Cain/Martin) – 3:58
9. "Anything for You" (Gilbert/Martin/Sheehan) – 4:37
10. "Rock & Roll Over" (Martin) – 3:50
11. "30 Days in the Hole" (Steve Marriott) – 4:12

## Créditos
- Eric Martin – Voz
- Paul Gilbert – Guitarra
- Billy Sheehan – Bajo
- Pat Torpey – Batería